# Chiesa cattolica in Vietnam
La Chiesa cattolica in Vietnam è parte della Chiesa cattolica universale, sotto la guida spirituale del Papa e della Santa Sede.

## Storia

### Diffusione del cristianesimo
I primi contatti con la cristianità avvennero nel 1533. I primi significativi passi nell'evangelizzazione del Paese furono opera dei domenicani, dei francescani e dei gesuiti.

Nel 1627 entrò in Vietnam il padre gesuita Alexandre de Rhodes, proveniente dalla Francia. Fondò nel nord del Paese l'istituto per catechisti «Casa del Signore dei Cieli» (Nhà Đức Chúa Trời) per formare dei laici che potessero aiutare i sacerdoti e che potessero sostituirli nelle funzioni non riservate agli ordini sacri.

Nel 1630 la diffusione del cristianesimo in Vietnam venne proibita.
Ma la Chiesa continuò a sopravvivere di nascosto. Anche le congregazioni più note, come gli «Amanti della Santa Croce», rimasero attive, seppure in maniera clandestina; i loro membri continuarono la loro attività sotto il costante pericolo di essere scoperti ed incarcerati.

Nel 1658 Papa Alessandro VII istituì i vicariati apostolici del Tonchino e della Cocincina.
Nel 1670 si tenne il primo sinodo dei vescovi vietnamiti, a Nam Dinh; la risoluzione più importante fu l'approvazione della regola dell'istituto fondato da de Rhode. Nel 1673 Clemente X concesse l'Apostolatus Officium: la Santa Sede riconobbe ufficialmente «Casa del Signore dei Cieli».
Durante l'Ottocento i cristiani in Vietnam furono oggetto di persecuzioni. Ma la chiesa continuò a crescere. Nel 1933 fu eletto il primo vescovo vietnamita di nascita.
Nel 1950, su una popolazione di circa 19 milioni di abitanti, i cristiani erano circa 1.400.000.
Con il ritiro definitivo della Francia dal Paese, dopo la sanguinosa guerra d'indipendenza, il paese fu diviso in due parti: il nord sotto l'influenza comunista e il sud sotto l'influenza statunitense. Si verificò allora una fuga in massa dei cristiani verso il sud: si calcola che abbandonarono le loro case circa 800.000 profughi, in maggioranza cattolici. Grazie alla cosiddetta operazione "Passage to Freedom"[25], orchestrata dagli statunitensi, migrarono intere parrocchie e intere diocesi con i loro vescovi verso Sud dove, poco più tardi, il presidente cattolico Ngo Dinh Diem avrebbe garantito loro libertà di culto. Intanto al nord il regime attuò il suo programma di scristianizzazione: tutti i missionari stranieri vennero espulsi e i seminari chiusi. Il culto fu ammesso solamente all'interno dell'associazione dei «Cattolici patriottici e amici della pace», un organismo “indipendente”, in realtà uno strumento creato dal governo per irregimentare i cristiani.

Al contrario, al Sud Ngo Dinh Diem assegnò ai cattolici posizioni influenti. Nel suo governo, costituito da 18 ministri, cinque erano cattolici, cinque confuciani e otto buddisti. Come cattolico Diem promosse la fondazione dell'Università Cattolica di Da Lat, combatté la pratica dell'aborto, proibì l'uso di contraccettivi e soppresse la legislazione francese sul divorzio. L'appoggio del regime ai cattolici terminò con la fine del potere di Diem, nel 1963.
La guerra tra il Sud e il Nord conobbe una recrudescenza alla fine del decennio ed infuriò fino al 1976, quando tutto il paese venne riunificato sotto il governo comunista del nord.

### Dal 1976 ad oggi
Da quando è stata instaurata la «Repubblica Socialista del Vietnam», il Partito comunista esercita sui cristiani una dura repressione. Si è ripetuto al sud quanto era già successo nei primi anni cinquanta al nord: i missionari e il clero straniero sono stati espulsi, vengono poste grosse limitazioni alla libertà di culto dei cristiani, molti sacerdoti sono stati internati nei campi di concentramento. Il caso di Nguyen Van Ly è emblematico.
La Costituzione vietnamita (promulgata nel 1982) afferma che “i cittadini del Vietnam hanno diritto alla libertà religiosa. Tutti hanno la facoltà di seguire o non seguire una religione”. Ma tale diritto rimane solo sulla carta. A tutt'oggi è vietato importare nel Paese la Bibbia per diffonderla. Inoltre, la Chiesa cattolica lamenta la sottrazione delle sue proprietà e dei suoi terreni. Fin dal 1954 la repubblica del Nord (a guida comunista) aveva incamerato i beni ecclesiastici; nel 1976, con l'unificazione del Paese, l'esproprio è continuato al Sud. Particolarmente colpita è la comunità dei Montagnard, un gruppo etnico minoritario. Essendo di religione cristiana, sono stati sempre sospettati dai comunisti di aver militato con gli Stati Uniti durante la guerra. Da decenni i gruppi montagnard, prevalentemente cattolici, subiscono la persecuzione da parte del governo vietnamita.

Lo stato ha requisito alla Chiesa vietnamita 2.250 proprietà. Tra queste vi sono la sede dell'ex delegazione apostolica e il convento di suore di Vĩnh Long.

L'8 gennaio 2009 il governo vietnamita ha posto una pietra tombale sulla questione annunciando che non restituirà le proprietà requisite alle organizzazioni religiose.
Un caso emblematico è quello della chiesa di Tam Tòa. Costruita nella prima metà del XVII secolo, cioè agli albori dell'evangelizzazione, fu restaurata nel 1887. Ritenuta una delle più belle chiese del Paese, rimase semidistrutta dai bombardamenti durante la guerra del Vietnam. Erano rimasti in piedi solo la facciata e il campanile. Ciononostante, le cerimonie religiose hanno continuato a svolgersi con regolarità sul sagrato e nelle aree circostanti. Nel 1996 il "Comitato locale del popolo" l'ha confiscata. Da allora i fedeli combattono una battaglia contro le autorità per revocare il provvedimento di confisca. Il 20 luglio 2009 la polizia è intervenuta con la forza per interrompere l'avvio dei lavori di restauro dell'edificio: poliziotti in borghese hanno aggredito i preti e i fedeli presenti. Contro le intimidazioni e la repressione i cristiani hanno saputo reagire: a fine luglio si è svolta davanti alla chiesa la più grande manifestazione di ispirazione religiosa della storia del Vietnam.
Da diversi anni il regime esercita, di fatto, un'ingerenza sulle nomine dei vescovi, attraverso l'uso del potere di veto sui nomi dei candidati scelti dalla Santa Sede. Oltre a bloccare le nuove ordinazioni di vescovi, nei seminari è stato imposto un numero chiuso.
Nel 2009 queste pressioni sembrano essersi allentate ed il Papa ha potuto procedere alla nomina di cinque nuovi vescovi senza subire l'ingerenza del governo vietnamita. Le nuove nomine riguardano le diocesi di Ban Mê Thuột, Phát Diêm, Thái Bình, Than Pho e Xuân Lôc.
Nel 2012 è stato emanato il decreto attuativo della legge sull'Ordinamento delle religioni (approvata nel 2004). Ai primi di ottobre del 2013 i leader buddisti e cristiani (le principali religioni del Paese) hanno dichiarato, in documento congiunto, come le due norme, ben lungi dal difendere e regolamentare la libertà religiosa, si sono rivelate "strumenti" in mano allo Stato e al Partito comunista per controllare i fedeli e la pratica del culto.

### Relazioni diplomatiche con il Vaticano
Una tappa importante nel lavoro diplomatico tra il Vaticano ed il governo per il riallacciamento delle relazioni diplomatiche è stata raggiunta nel febbraio 2009, quando una delegazione ufficiale della Santa Sede si è recata nel Paese asiatico a colloquio con le autorità vietnamite.. L'11 dicembre dello stesso anno la visita è stata ricambiata al più alto livello: il presidente vietnamita Nguyễn Minh Triết ha incontrato papa Benedetto XVI in Vaticano.
Si è poi formato un gruppo di lavoro misto vietnamita-vaticano, che ha aperto la strada alla nomina di un "nunzio" non residente. Il 13 gennaio 2011 Leopoldo Girelli è stato nominato nunzio per Singapore e rappresentante non residente per il Vietnam (con base a Singapore), e nell'aprile seguente ha potuto svolgere il suo primo viaggio in Vietnam, compreso un incontro con il viceministro degli esteri.
Altri incontri ad alto livello sono avvenuti in Vaticano, p.es. nel 2013, nel 2014, nel 2016.
Dopo la nomina di Girelli a nunzio per Israele e Palestina, nel 2018 papa Francesco ha nominato un nuovo rappresentante non residente per il Vietnam, il polacco Marek Zaleski.
A dicembre 2018 è stato annunciato, in seguito di una delle riunioni del gruppo di lavoro misto, che Vaticano e Vietnam hanno raggiunto un accordo per permettere, in un prossimo futuro, al rappresentante pontificio di essere propriamente residente in Vietnam, rendendolo così un nunzio apostolico a pieno titolo.
Il 27 luglio 2023 un accordo tra Santa Sede e Vietnam ha previsto l'istituzione di un rappresentante pontificio residente, che il 23 dicembre successivo è stato nominato nella persona di Marek Zalewski, fino a quel momento rappresentate pontificio non residente.
Secondo il report intitolato Persecuted and Forgotten? A Report on Christians oppressed for their Faith 2022-24, che il 22 ottobre 2024 è stato presentato dalla fondazione pontificia "Aiuto alla Chiesa che Soffre" al Parlamento britannico, al giugno 2024 non era ancora completato l'iter per il pieno riconoscimento della libertà di culto dei cristiani. Tuttavia, si era registrato un disgelo nei rapporti fra Stato e Chiesa cattolica, soprattutto per le attività svolte da quest'ultima durante la pandemia da COVID-19, come la distribuzione di pasti, attività che le hanno guadagnato il rispetto dei governanti.

## Organizzazione territoriale
La Chiesa cattolica in Vietnam conta 3 arcidiocesi e 24 diocesi:
- Arcidiocesi di Hanoi, che ha giurisdizione sulle seguenti diocesi: Bắc Ninh, Bùi Chu, Hà Tĩnh, Hải Phòng, Hưng Hóa, Lạng Sơn e Cao Bằng, Phát Diệm, Thái Bình, Thanh Hóa e Vinh;
- Arcidiocesi di Huê, la cui giurisdizione si estende sulle diocesi di: Ban Mê Thuột, Đà Nẵng, Kontum, Nha Trang e Quy Nhơn;
- Arcidiocesi di Hô Chí Minh, che ha giurisdizione sulle seguenti diocesi: Bà Rịa, Cần Thơ, Đà Lạt, Long Xuyên, Mỹ Tho, Phan Thiết, Phú Cường, Vĩnh Long e Xuân Lộc.

Nel paese sono presenti 6 seminari e sul territorio sono disseminate 2.200 parrocchie.

Le vocazioni alla vita religiosa ed al sacerdozio si mantengono su quote stabili ed abbondanti. Le vocazioni sono cresciute del 50% negli anni 2005-2009, portando a 1.500 il numero dei seminaristi.

Nel 2004 vi erano 2.927 sacerdoti cattolici, 1.833 membri di congregazioni maschili, 11.421 suore e 52.513 catechisti.

## Statistiche
La confessione cattolica è la seconda componente religiosa del Paese (dopo il buddhismo), con i suoi quasi 8 milioni di battezzati, cioè il 9% della popolazione. I battesimi sono 100 000 l'anno.

A livello continentale, la comunità cattolica vietnamita è la seconda dell'Asia continentale per numero di fedeli, dopo quella dell'India. Il Vietnam, da quando è diventato "Repubblica Socialista del Vietnam", nel 1976, non ha ancora allacciato rapporti diplomatici stabili con la Santa Sede.

## Contributi della Chiesa cattolica alla cultura nazionale
- Padre Alexandre de Rhodes studiò la lingua del Paese. De Rhodes fu autore della traslitterazione in caratteri latini della lingua vietnamita ed ancor oggi il sistema alfabetico in uso nel Paese è quello da lui ideato. L'importanza di padre de Rhodes è tale che dopo l'unificazione del paese, la strada a lui dedicata nella Città di Ho Chi Minh è rimasta una delle quattro che erano dedicate ad occidentali che non sono state rinominate, fra l'altro l'unica non dedicata a medici.
- I numerosi missionari che operarono nel Paese, anche durante le persecuzioni dell'Ottocento, portarono a termine l'opera di completamento della grammatica vietnamita, fino alla comparsa di una vera e propria letteratura nazionale. Andrea di Phú Yên, un allievo di padre de Rhodes nella Maison de Dieu, divenuto da adulto catechista, martire della fede, è stato riconosciuto beato.
- Nguyễn Trường Tộ (1828-1871) fu un erudito e riformatore nel campo del diritto.
- Lê Văn Đệ (1906-1966) è stato riconosciuto come uno dei massimi pittori vietnamiti del XX secolo.

## Delegazione apostolica
La delegazione apostolica dell'Indocina è stata istituita il 20 maggio 1925 con il breve Ex officio supremi di papa Pio XI.
Il 17 giugno 1964, in forza del breve Quemadmodum muneris di papa Paolo VI, essa assunse il nuovo nome di delegazione apostolica del Vietnam e della Cambogia; nel 1995 fu istituita la nunziatura apostolica in Cambogia, per cui il territorio della delegazione apostolica si ridusse al solo Vietnam.
Nel 1975, in seguito alla guerra del Vietnam, le relazioni fra Santa Sede e Vietnam si interruppero. Nel 2007 per la prima volta un rappresentante del governo vietnamita ha fatto visita al papa a Roma, a seguito della quale, il 13 gennaio 2011, papa Benedetto XVI ha nominato, dopo 35 anni, un rappresentante pontificio non residente, l'arcivescovo Leopoldo Girelli.
Il 23 dicembre 2023 papa Francesco ha nominato il primo delegato rappresentante pontificio residente, l'arcivescovo Marek Zalewski, già rappresentante pontificio non residente.

### Delegati apostolici
- Constantino Aiuti (28 maggio 1925 - 29 luglio 1928 deceduto)
- Victor Colomban Dreyer, O.F.M. (24 novembre 1928 - 19 novembre 1936 dimesso)
- Antonin-Fernand Drapier, O.P. (28 novembre 1936 - aprile 1950 dimesso)
- John Jarlath Dooley, S.S.C.M.E. (18 ottobre 1951 - 15 settembre 1959 nominato officiale della Segreteria di Stato della Santa Sede)
- Mario Brini (12 settembre 1959 - 13 giugno 1962 nominato internunzio apostolico in Egitto)
- Salvatore Asta (13 ottobre 1962 - 23 marzo 1964 nominato internunzio apostolico in Iran)
- Angelo Palmas (17 giugno 1964 - 19 aprile 1969 nominato nunzio apostolico in Colombia)
- Henri Lemaître (30 maggio 1969 - 19 dicembre 1975 nominato pro-nunzio apostolico in Uganda)

### Rappresentanti pontifici non residenti
- Leopoldo Girelli (13 gennaio 2011 - 13 settembre 2017 nominato nunzio apostolico in Israele e delegato apostolico a Gerusalemme e in Palestina)
- Marek Zalewski (21 maggio 2018 - 23 dicembre 2023 nominato rappresentante pontificio residente)

### Rappresentanti pontifici residenti
- Marek Zalewski, dal 23 dicembre 2023

## Conferenza episcopale

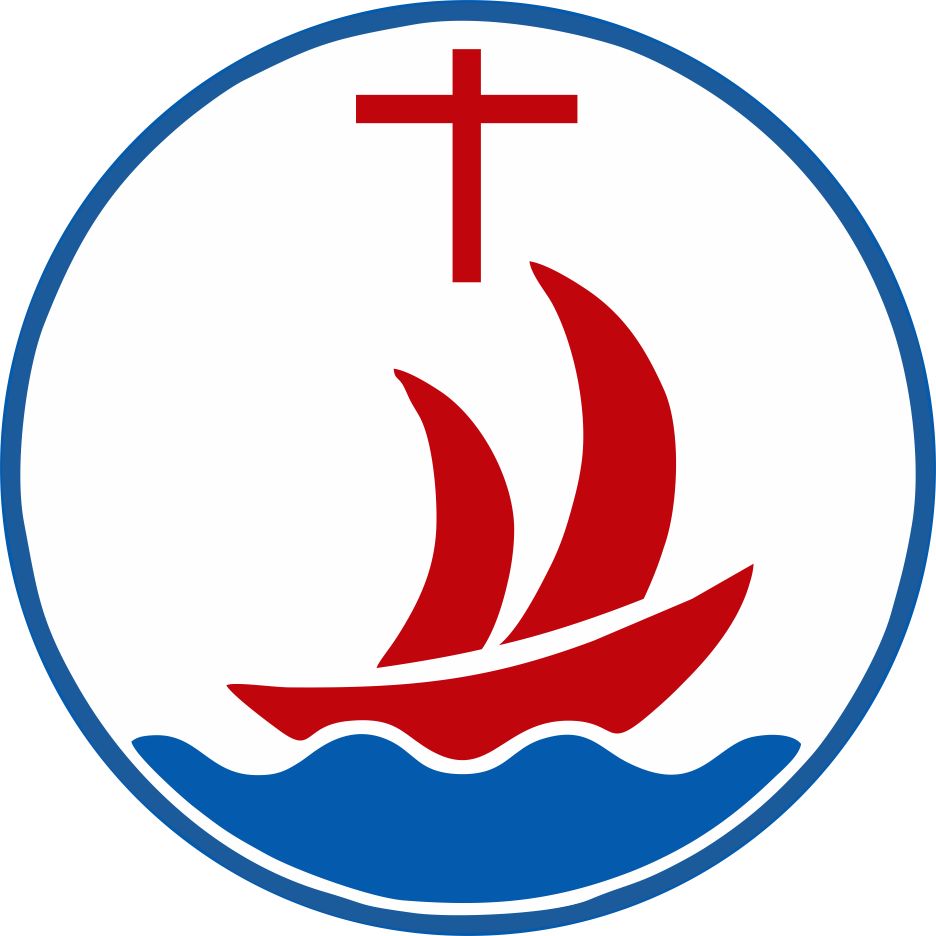
Logo della Conferenza episcopale del Vietnam.

Elenco dei presidenti della Conferenza episcopale del Vietnam:
- Arcivescovo Paul Nguyễn Văn Bình (1966 - 1980)
- Cardinale Joseph-Marie Trịnh Văn Căn (1980 - 1990)
- Vescovo Paul Marie Nguyễn Minh Nhật (1990 - 1995)
- Cardinale Paul Joseph Phạm Đình Tụng (1995 - 2001)
- Vescovo Paul Nguyễn Văn Hòa (2001 - 2007)
- Arcivescovo Pierre Nguyễn Văn Nhơn (2007 - 2013)
- Arcivescovo Paul Bùi Văn Đọc (2013 - 5 ottobre 2016)
- Arcivescovo Joseph Nguyễn Chí Linh (5 ottobre 2016 - 7 ottobre 2022)
- Arcivescovo Joseph Nguyễn Năng, dal 7 ottobre 2022

Elenco dei vicepresidenti della Conferenza episcopale del Vietnam:
- Vescovo Nicolas Huỳnh Văn Nghi e vescovo Paul Nguyễn Văn Hòa (? - 2001)
- Arcivescovo Jean-Baptiste Phạm Minh Mẫn (2001 - 2007)
- Arcivescovo Joseph Nguyễn Chí Linh (2007- 2013)
- Arcivescovo François Xavier Lê Văn Hồng (2013 - 5 ottobre 2016)
- Arcivescovo Joseph Nguyễn Năng (5 ottobre 2016 - 7 ottobre 2022)
- Arcivescovo Joseph Vũ Văn Thiên, dal 7 ottobre 2022

Elenco dei segretari generali della Conferenza episcopale del Vietnam:
- Vescovo Cosme Hoàng Văn Đạt, S.I. (2013 - 5 ottobre 2016)
- Vescovo Pierre Nguyễn Văn Khảm (5 ottobre 2016 - 7 ottobre 2022)
- Vescovo Joseph Đỗ Mạnh Hùng, dal 7 ottobre 2022